# Nezakonska mati (France Prešeren)
»Nezakonska mati« je pesem Franceta Prešerna, ki je nastala okoli leta 1843. Prvič je bila objavljena v Poezijah (1847). Je edina pesem, za katero je dobil navdih v razmerju z Ano Jelovšek. Spada med ljubezenske pesmi, vendar je njena motivika širša. Tematsko so v njeno središče postavljena čustva mlade nezakonske matere, ki živi v grobem patriarhalnem kmečkem svetu in se sramuje svojega nezakonskega otroka, ki ji ga je zapustil ljubimec. Kljub temu pa otrok svojo mamo navdaja z občutki čiste sreče. Janko Kos pesem razume kot uspavanko, s katero mati govori svojemu otroku. Uvrščamo jo med Prešernove humane pesmi in kaže odmik od osebno izpovedne lirike, saj je to samogovor nezakonske matere, kjer je tudi mati lirski subjekt.

## Okoliščine nastanka
O točnem času nastanka pesmi ni zanesljivih podatkov. Navdih zanjo je Prešeren verjetno dobil, ko je bil v razmerju z Ano Jelovšek. Spoznal jo je v Kranju, ko je delal v odvetniški pisarni pri svojem prijatelju dr. Blažu Crobathu. Anton Slodnjak meni, da je pesem nastala proti koncu leta 1842 in jo je pesnik posvetil Ani ob rojstvu Ernestine Jelovšek, njunega drugega nezakonskega otroka. Prešeren naj bi spoznal, da Ana ni imela prave materinske ljubezni do njunih nezakonskih otrok. Kljub njegovim prošnjam, naj hčerko Ernestino sama vzgaja, jo je Ana kmalu po porodu oddala v rejo. France Kidrič  je menil, da bi lahko pesem nastala v pozni jeseni leta 1845, ko se jima je rodil tretji nezakonski otrok, France. Po Borisu Paternuju pa je pesem nastala ob rojstvu vseh treh njunih nezakonskih otrok. Nezakonska mati je bila prvič objavljena leta 1846 v Poezijah.

## Vsebina
V prvih treh kiticah pesmi je pesnik v materinem nagovoru otroku razkril njeno trpljenje. Biti mati z nezakonskim otrokom je bilo namreč v tistem času v sramoto mlademu dekletu in njeni družini, sorodstvu ter okolici (Oča so kleli, tepli me …). V tem je ostala sama z otrokom, brez svojega dragega, otrokovega očeta. S četrto kitico pa je pesnik prikazal preobrat v materini duši. Po dveh začetnih materinih resignirano otožnih verzih je nato njena odločitev v drugi polovici kitice odrešilna, saj bo vedno ljubila otroka kljub vsemu, kar je in kar bo pretrpela zanj (Al te je treba bilo, al ne, vedno bom srčno ljubila te.). Idejno sporočilo je prikazano na koncu pesmi, saj je dekle zmoglo zbrati pogum, da je z ljubeznijo preseglo svoje trpljenje. Prevladala je vera v ljubezen in zaupanje v srečo novorojenčka.

## Zgradba
Pesem ima šest štirivrstičnih kitic. Razpolovljena je natančno na sredini na dva simetrična dela, ki pa sta si med sabo vsebinsko protivna ali antitetična. Simetrično dvodelnost pesmi poudari ponovitev istih verzov (Kaj pa je tebe treba bilo, dete ljubó, dete lepó!). Kitice v pesmi so si protivno ali antitetično simetrične: prva in četrta kitica, druga in peta kitica, tretja in šesta kitica. Tako ima vsaka kitica svojo simetrično-antitetično dvojnico. V prvi kitici mlada neporočena mati obžaluje rojstvo otroka, v četrti kitici pa mu izkazuje svojo ljubezen. Mati se v drugi kitici spominja sramote, ki jo je bila z rojstvom nezakonskega otroka deležna s strani družine in okolice, v peti kitici pa sporoča, da je prav ob otroku na to že pozabila. V tretji kitici se mati sramuje odhoda otrokovega očeta, v šesti kitici pa si želi, da Bog nakloni otroku srečo v življenju, ona pa bo otroka vedno srčno ljubila.
| 1. Kaj pa je tebe treba bilo, dete ljubó, dete lepó! meni mladi deklici, neporočeni materi? – 2. Oča so kleli, tepli me, mati nad mano jokáli se; moji se mene sram'váli so, tuji za mano kazali so. 3. On, ki je sam bil ljubi moj, on, ki je pravi oča tvoj; šel je po svéti, Bóg ve kam; tebe in mene ga je sram! | 4. Kaj pa je tebe treba bilo; dete ljubó, dete lepó! Al te je treba bilo, al ne, vender presrčno ljúbim te. 5. Meni nebö odprto se zdi, kadar se v tvoje ozrem oči, kadar prijazno nasmejaš se, kar sem prestala, pozabljeno je. 6. On, ki ptíce pod nebam živi, naj ti dá srečne, vesele dni! Al te je treba bilo, al ne, vedno bom srčno ljubila te. |

Rima v pesmi je moška, verz pa je na prvi pogled podoben daktilskemu. Gre za daktiloidni naglasni verz, ki ohranja določeno število poudarjenih zlogov, medtem ko se število nepoudarjenih med poudarkoma lahko skrči z dveh na enega. 
Materino nesrečo pesnik poudarja tudi z aliteracijo glasov. Gre za koncentracijo m-ov ob a-jevski, o-jevski ali e-jevski vokalni soseščini (Oča so kleli, tepli me, mati nad mano jokáli se; moji se mene sram'váli so, tuji za mano kazali so.).
Pesnik pa v pesmi uporablja tudi folklorne trope in figure, predvsem ponavljalne v prvi, četrti in šesti kitici (Kaj pa je tebe treba bilo, dete ljubó, dete lepó! Al te je treba bilo, al ne, vender presrčno ljúbim te.). Jezik v pesmi je knjižni, a deloma obarvan z narečjem.

## Odzivi in interpretacije dela
Boris Paternu je o pesmi zapisal, da je napisana v poplemenitenem ljudskem slogu in zato ustreza tako preprostemu kot tudi zahtevnemu bralcu. Pesem je doživela veliko priznanje in je bila tudi  kanonizirana v kasnejšem, postromantičnem obdobju, saj sta jo pozitivno ocenila kritika Fran Levstik in Josip Stritar. Josip Stritar je leta 1866 v eseju o Prešernu Nezakonsko mater postavil za zgled pesmi, ki so »v preprostosti umetne in v umetnosti preproste«. V njej ni »nič okornega, posiljenega, nobena beseda preveč, vsaka je na svojem mestu; čez vse pa je razlita neka sladka otožnost!«. Za Levstika pa je bila to ena najlepših pesmi na svetu, ki ima čaroben jezik.  
Nezakonska mati je bila tudi glasbeno prirejena za koncertne skladbe. Besedilo pesmi pa je ganilo ljudske pevce in nastalo je pet zvočnih posnetkov pesmi. Pesem je postala ljudska pesem »ne samo zaradi vsebine, polne tople človečnosti, ampak tudi zaradi sloga in oblike verzov«.

## Prevodi v tuje jezike
- The unwedded mother. (ang.) Prev. J. W. Wiles, 1919. Dostopno tudi na: <http://www.cobiss.si>
- Prešeren, France (1881). Nezákonná matka. (rus.) Ljubljanski zvon, letnik 1, številka 8. (prev. Jan Hudec). Dotopno tudi na:  <http://www.dlib.si>(Dostop: 10. 5. 2013).
- Prešeren, France, (1976). Izbor poezij: fotografije. (domnevna prevajalca v kitajščino: Čan Či, Sue Čje Čin). Dostopno tudi na:  <http://www.cobiss.si>
- Fille-mère!, (franc.). Prev. L. C. Meurville, 1919. Dostopno tudi na:  <http://www.cobiss.si>
- Le fille-mère, (franc.). Prev. Marc Alyn
- Nezakonnaja maci, (belorus.). Prev. Nil Gilevič.
- Svobodna matka, (češ.). Prev. Viktor Kudělka.
- La madre illegittima, (it.). Prev. Francesco Husu.
- A leányanya, (madž.). Prev. Tandori Dezső.
- Nezakonita majka, (mak.).  Prev. G. Todorovski.
- Nezakonska majka, (mak.). Prev. Mateja Matevski.
- Niezamężna matka, (polj.). Prev. Seweriyn Pollak.
- Nezakonnaja mat´, (rus.). Prev. M. Pavlova.
- Nevenčana mati, (srb.). Prev. Trifun Đukić.
- Needzeca patrino, (esperanto). Prev. Tomaž Longyka.